# Daniel-Kofi Kyereh
Daniel-Kofi Kyereh (Accra, 8 marzo 1996) è un calciatore ghanese, attaccante del Friburgo e della nazionale ghanese.

## Caratteristiche tecniche
È un centravanti.

## Carriera

### Club
Cresciuto nel settore giovanile di Eintracht Braunschweig e Wolfsburg, inizia la propria carriera in Fußball-Regionalliga fra le file dell'Havelse dove gioca 61 incontri e segna 16 reti nell'arco di 3 stagioni.
Il 6 giugno 2018 passa al Wehen Wiesbaden dove ottiene la promozione in 2. Fußball-Bundesliga al termine della stagione dove con 15 reti è il secondo miglior marcatore della squadra.
Il 29 luglio 2020 passa al St. Pauli.

### Nazionale
Il 3 settembre 2021 debutta con la nazionale ghanese in occasione del successo per 1-0 contro l'Etiopia.

## Statistiche
Statistiche aggiornate al 24 gennaio 2021.

### Presenze e reti nei club
| Stagione               | Squadra                | Campionato             | Campionato | Campionato | Coppe nazionali | Coppe nazionali | Coppe nazionali | Coppe continentali | Coppe continentali | Coppe continentali | Altre coppe | Altre coppe | Altre coppe | Totale | Totale | Totale |
| Stagione               | Squadra                | Comp                   | Pres       | Reti       | Comp            | Pres            | Reti            | Comp               | Pres               | Reti               | Comp        | Pres        | Reti        | Pres   | Reti   |        |
| ---------------------- | ---------------------- | ---------------------- | ---------- | ---------- | --------------- | --------------- | --------------- | ------------------ | ------------------ | ------------------ | ----------- | ----------- | ----------- | ------ | ------ | ------ |
| 2014-2015              | Havelse                | RL                     | 4          | 2          | CG              | 0               | 0               |                    | -                  | -                  |             | -           | -           | 4      | 2      |        |
| 2015-2016              | Havelse                | RL                     | 1          | 0          | CG              | 0               | 0               |                    | -                  | -                  |             | -           | -           | 1      | 0      |        |
| 2016-2017              | Havelse                | RL                     | 27         | 3          | CG              | 0               | 0               |                    | -                  | -                  |             | -           | -           | 27     | 3      |        |
| 2017-2018              | Havelse                | RL                     | 29         | 11         | CG              | 0               | 0               |                    | -                  | -                  |             | -           | -           | 29     | 11     |        |
| Totale Havelse         | Totale Havelse         | Totale Havelse         | 140        | 40         |                 | 4               | 1               |                    | -                  | -                  |             | -           | -           | 144    | 41     |        |
| 2018-2019              | Wehen Wiesbaden        | 3L                     | 34+2       | 15+2       | CG              | 2               | 0               |                    | -                  | -                  |             | -           | -           | 38     | 17     |        |
| 2019-2020              | Wehen Wiesbaden        | 2L                     | 28         | 6          | CG              | 1               | 1               |                    | -                  | -                  |             | -           | -           | 29     | 7      |        |
| Totale Wehen Wiesbaden | Totale Wehen Wiesbaden | Totale Wehen Wiesbaden | 140        | 40         |                 | 4               | 1               |                    | -                  | -                  |             | -           | -           | 144    | 41     |        |
| 2020-2021              | St. Pauli              | 2L                     | 17         | 3          | CG              | 2               | 0               |                    | -                  | -                  |             | -           | -           | 19     | 3      |        |
| Totale carriera        | Totale carriera        | Totale carriera        | 140        | 40         |                 | 4               | 1               |                    | -                  | -                  |             | -           | -           | 144    | 41     |        |

### Cronologia presenze e reti in nazionale
| Cronologia completa delle presenze e delle reti in nazionale ― Ghana | Cronologia completa delle presenze e delle reti in nazionale ― Ghana | Cronologia completa delle presenze e delle reti in nazionale ― Ghana | Cronologia completa delle presenze e delle reti in nazionale ― Ghana | Cronologia completa delle presenze e delle reti in nazionale ― Ghana | Cronologia completa delle presenze e delle reti in nazionale ― Ghana | Cronologia completa delle presenze e delle reti in nazionale ― Ghana | Cronologia completa delle presenze e delle reti in nazionale ― Ghana |
| Data                                                                 | Città                                                                | In casa                                                              | Risultato                                                            | Ospiti                                                               | Competizione                                                         | Reti                                                                 | Note                                                                 |
| -------------------------------------------------------------------- | -------------------------------------------------------------------- | -------------------------------------------------------------------- | -------------------------------------------------------------------- | -------------------------------------------------------------------- | -------------------------------------------------------------------- | -------------------------------------------------------------------- | -------------------------------------------------------------------- |
| 3-9-2021                                                             | Cape Coast                                                           | Ghana                                                                | 1 – 0                                                                | Etiopia                                                              | Qual. Mondiali 2022                                                  | -                                                                    | 28’                                                                  |
| 9-10-2021                                                            | Cape Coast                                                           | Ghana                                                                | 3 – 1                                                                | Zimbabwe                                                             | Qual. Mondiali 2022                                                  | -                                                                    | 79’                                                                  |
| 12-10-2021                                                           | Harare                                                               | Zimbabwe                                                             | 0 – 1                                                                | Ghana                                                                | Qual. Mondiali 2022                                                  | -                                                                    | 60’                                                                  |
| 11-11-2021                                                           | Soweto                                                               | Etiopia                                                              | 1 – 1                                                                | Ghana                                                                | Qual. Mondiali 2022                                                  | -                                                                    | 77’                                                                  |
| 14-11-2021                                                           | Kumasi                                                               | Ghana                                                                | 1 – 0                                                                | Sudafrica                                                            | Qual. Mondiali 2022                                                  | -                                                                    | 78’                                                                  |
| 10-1-2022                                                            | Yaoundé                                                              | Marocco                                                              | 1 – 0                                                                | Ghana                                                                | Coppa d'Africa 2021 - 1º turno                                       | -                                                                    | 86’                                                                  |
| 14-1-2022                                                            | Yaoundé                                                              | Gabon                                                                | 1 – 1                                                                | Ghana                                                                | Coppa d'Africa 2021 - 1º turno                                       | -                                                                    | 59’                                                                  |
| 18-1-2022                                                            | Garoua                                                               | Ghana                                                                | 2 – 3                                                                | Comore                                                               | Coppa d'Africa 2021 - 1º turno                                       | -                                                                    |                                                                      |
| 25-3-2022                                                            | Kumasi                                                               | Ghana                                                                | 0 – 0                                                                | Nigeria                                                              | Qual. Mondiali 2022                                                  | -                                                                    | 82’                                                                  |
| 29-3-2022                                                            | Abuja                                                                | Nigeria                                                              | 1 – 1                                                                | Ghana                                                                | Qual. Mondiali 2022                                                  | -                                                                    | 46’                                                                  |
| 1-6-2022                                                             | Cape Coast                                                           | Ghana                                                                | 3 – 0                                                                | Madagascar                                                           | Qual. Coppa d'Africa 2023                                            | -                                                                    | 76’                                                                  |
| 5-6-2022                                                             | Luanda                                                               | Rep. Centrafricana                                                   | 1 – 1                                                                | Ghana                                                                | Qual. Coppa d'Africa 2023                                            | -                                                                    | 66’ 89’                                                              |
| 23-9-2022                                                            | Le Havre                                                             | Brasile                                                              | 3 – 0                                                                | Ghana                                                                | Amichevole                                                           | -                                                                    | 83’                                                                  |
| 27-9-2022                                                            | Lorca                                                                | Nicaragua                                                            | 0 – 1                                                                | Ghana                                                                | Amichevole                                                           | -                                                                    |                                                                      |
| 17-11-2022                                                           | Abu Dhabi                                                            | Ghana                                                                | 2 – 0                                                                | Svizzera                                                             | Amichevole                                                           | -                                                                    | 62’                                                                  |
| 24-11-2022                                                           | Doha                                                                 | Portogallo                                                           | 3 – 2                                                                | Ghana                                                                | Mondiali 2022 - 1º turno                                             | -                                                                    | 90+2’                                                                |
| 28-11-2022                                                           | Al Rayyan                                                            | Corea del Sud                                                        | 2 – 3                                                                | Ghana                                                                | Mondiali 2022 - 1º turno                                             | -                                                                    | 78’                                                                  |
| 2-12-2022                                                            | Al Wakrah                                                            | Ghana                                                                | 0 – 2                                                                | Uruguay                                                              | Mondiali 2022 - 1º turno                                             | -                                                                    | 72’                                                                  |
| Totale                                                               |                                                                      | Presenze                                                             | 18                                                                   |                                                                      | Reti                                                                 | 0                                                                    |                                                                      |